# بيت براون (لاعب كرة قدم أمريكية)
بيت براون (بالإنجليزية: Pete Brown)‏ هو لاعب كرة قدم أمريكية أمريكي، ولد في 19 ديسمبر 1930 في روسفيل في الولايات المتحدة، وتوفي في 4 سبتمبر 2001.

## وصلات خارجية
- بيت براون على موقع مرجع كرة القدم المحترفة.كوم (الإنجليزية)
- بيت براون على موقع قاعة جورجيا للمشاهير الرياضية (مؤرشف) (الإنجليزية)